# John Nielsen
John Nielsen, född 7 februari 1956 i Varde, är en dansk racerförare.

## Racingkarriär
Nielsens första stora framgång kom när han vann det tyska F3-mästerskapet 1982. Han vann även den internationella formel 3-tävlingen Macaos Grand Prix 1984.
Sedan mitten av 1980-talet har Nielsen varit engagerad i sportvagnsracing. Den största enskilda framgången kom när han vann Le Mans 24-timmars 1990 tillsammans med Martin Brundle och Price Cobb.
Nielsen är idag engagerad i det danska Team Essex som förare och teamchef. Team Essex slutade på en andraplats i Le Mans Series LMP2 -klass 2008.